# Pejac
Silvestre Santiago Pejac, conocido artísticamente como Pejac (Santander, 1977), es un artista español. Cultiva el dibujo, la pintura, la escultura, el grafiti y diversas técnicas multidisciplinares.
Estudió Bellas Artes en Salamanca, Barcelona y Milán, en la Academia de Bellas Artes de Brera. Desde sus inicios se interesó por el arte urbano, con el afán de acercar el arte a la gente corriente, lejos del elitismo del arte académico. Es frecuente en sus obras las temáticas relacionadas con la paz y la libertad, con un estilo algo minimalista y una cierta tendencia al surrealismo y al trampantojo.

## Trayectoria

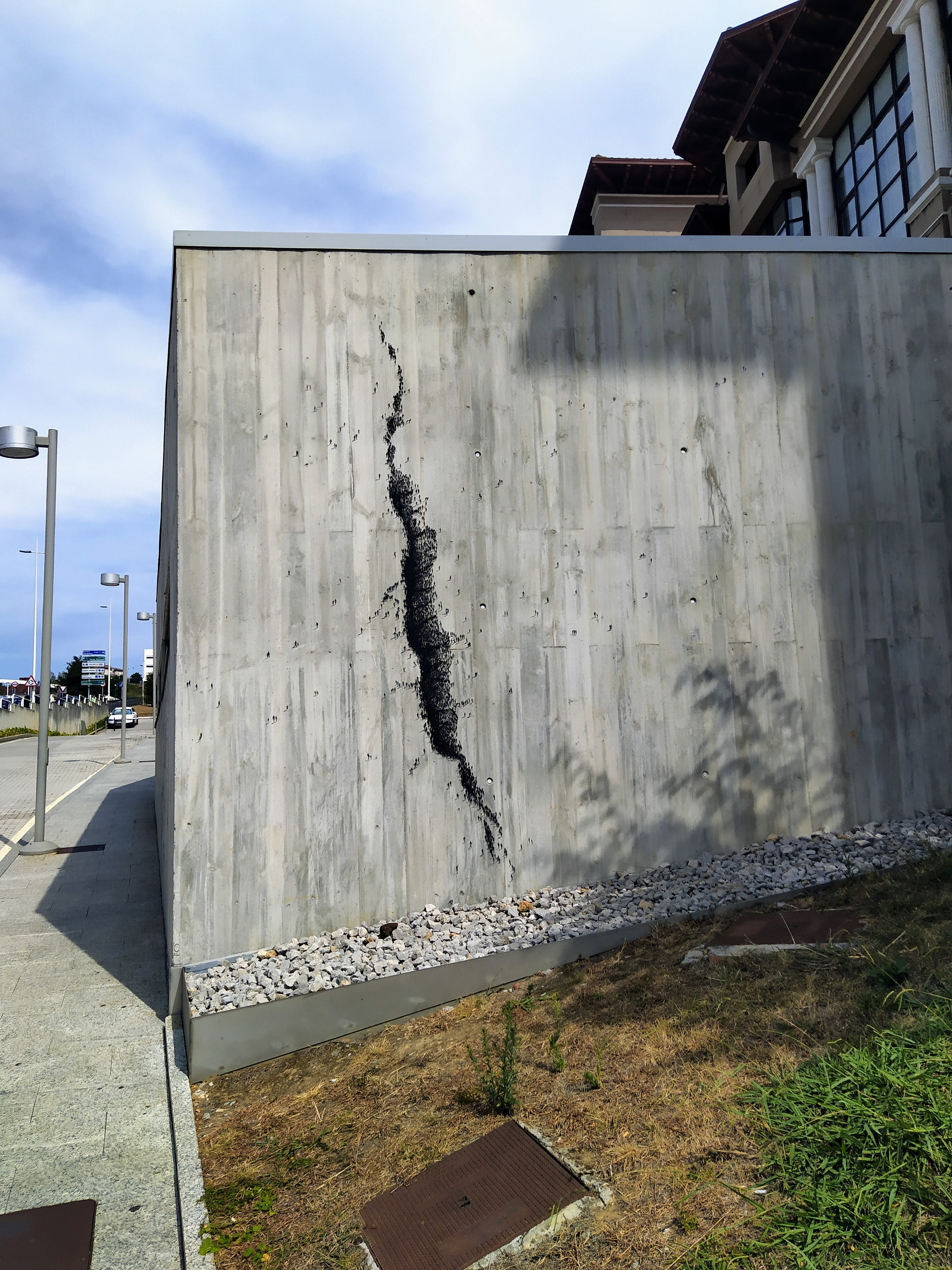
Trampantojo Distancia Social, mural situado en el exterior del Hospital Universitario Marqués de Valdecilla, en Santander (España).

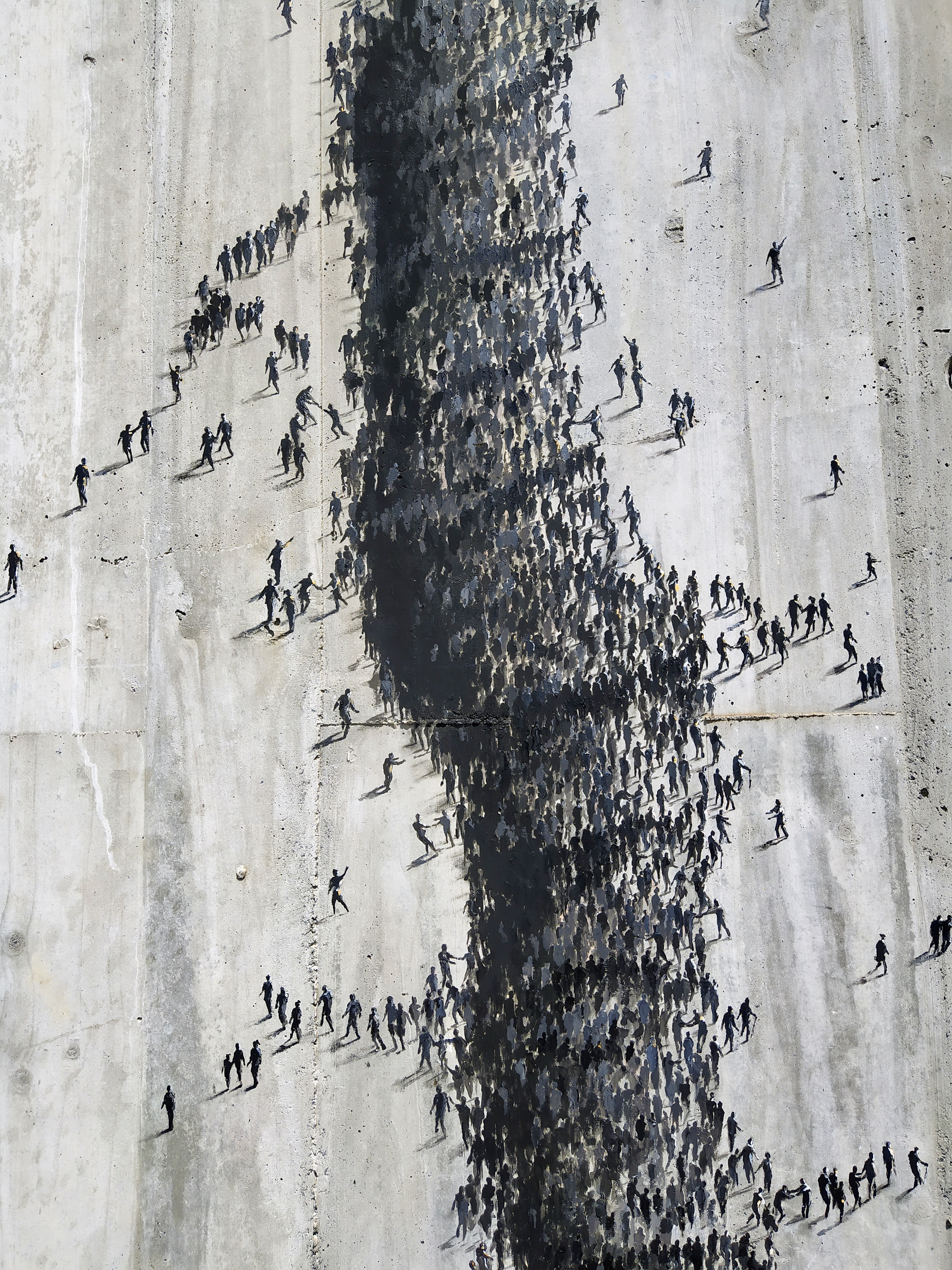
Detalle del mural Distancia Social, homenaje del artista a la generosidad y fortaleza del personal sanitario durante la pandemia de COVID-19.

Algunas de las obras del artista que han tenido mayor repercusión han sido murales urbanos, por los que en ocasiones ha sido comparado con Banksy. Tiene obras de arte urbano en numerosas ciudades, como Moscú, París, Estambul, Londres o Milán. Su sello distintivo es la crítica irónica, ya que según él mismo expresa «considero el arte urbano una forma de protesta». Aun así, sus imágenes están dotadas de poesía y surrealismo, en plena conjunción de la creatividad artística y la denuncia social.
En 2014 pintó las paredes de un barco abandonado en la costa de Santander con unas imágenes inspiradas en la obra del pintor impresionista Claude Monet, una obra que tituló Impression (Sunset) (Impresión (Puesta de sol)), variando el título de la famosa obra de Monet Impresión, sol naciente. Uno de los aspectos más curiosos de esta obra es que en ocasiones queda parcialmente sumergida bajo el mar, ya que el barco está expuesto a los vaivenes de las mareas. Según el artista, «el mar actúa como el telón en el escenario de un teatro».
Al año siguiente realizó varias intervenciones de arte urbano en Hong Kong, como la titulada Tagger (Grafitero), que representa un dragón que exhala humo, el cual se transforma en un corazón; Oppression (Opresión) representa la mariposa de Hotmail atrapada en un tarro de cristal, como «metáfora de la reclusión de las vidas de los chinos, de su libertad de expresión y de comunicación. La mariposa no está muerta, sino atrapada, puede ver y sentir, pero ha sido abandonada a una muerte lenta», según palabras del artista. También dejó una pequeña muestra de su arte en la ventana del baño de su hotel, titulada The Re-Thinker (El Re-Pensador), inspirada en El pensador de Auguste Rodin, que gracias al efecto óptico parece estar sentada sobre el edificio que se ve al fondo de la ventana.
En 2016 realizó una intervención en el campo de refugiados de Al-Hussein en Amán (Jordania), donde aprovechó la pintura descascarillada de las paredes para crear unas imágenes que denunciaban el horror de la guerra y el abandono del hogar. Según el artista, «quiero aprovechar las paredes de las casas a las que le faltan trozos de pintura y transformarlas en paisajes evocadores para transmitir el orgullo de sus habitantes».
Ese mismo año realizó una obra en un edificio abandonado de Rijeka (Croacia), donde recreó unos pájaros en los ventanales de las paredes del edificio aprovechando los huecos de los cristales. Las aves están en desbandada puespués de que un niño les arroje una piedra con una honda, dibujado en la parte inferior de las ventanas. Según comentó el artista, lo realizó como homenaje al pintor surrealista René Magritte, quien sentía predilección por los pájaros.
En 2019 creó tres murales en la cárcel de El Dueso (Cantabria) en colaboración con varios reclusos, un proyecto titulado Mina de oro que pretendía poner en relieve el valor y la capacidad de resistencia del ser humano frente a la adversidad, así como la necesidad de crear y de dejar una huella en la vida. Se trata de The Shape of Days (La forma de los días), que representa una encina trazada con las marcas que suelen hacer los presos en la paredes para contar los días; Hollow Walls (Muros huecos), dos ventanas dibujadas en la pared, de una de las cuales sale volando un pájaro, creando un efectivo trampantojo; y Hidden Value (Valor oculto), una canasta de baloncesto con una esquina despegada que deja ver un fondo de pan de oro, realizado también en trampantojo.
En 2020, durante la pandemia de COVID-19, adquirió renombre por su intervención en el Hospital Universitario Marqués de Valdecilla de Santander, donde realizó tres murales en diversas paredes del edificio: Distancia Social, con un diseño en trampantojo que semejaba una grieta en la pared, pero que vista de cerca se convertía en multitudes de personas de tamaño minúsculo, casi como hormigas; estos personajes realizan gestos de afecto y solidaridad, con la intención de dar un mensaje de esperanza en el futuro en medio de la crisis sanitaria mundial. Los otros dos eran Superación —en colaboración con varios pacientes de la unidad de oncología infantil—, donde un niño se sube a una silla de ruedas para pintar en la parte superior de la obra; y Caricia, dos siluetas negras —un médico y su paciente— cuyas sombras en el suelo están llenas de nenúfares, en un homenaje al pintor Claude Monet.
Durante la pandemia impulsó también la iniciativa Stay Art Home, un reto viral con el que invitaba a los participantes a imitar sus dibujos en las ventanas de sus casas, al que se sumaron un millar de personas de más de cincuenta países. El artista comentó a raíz de la iniciativa que «siempre creí que todos tienen un artista escondido dentro y que si les das una buena razón son capaces de hacer cosas maravillosas, y en estos días extraños de confinamiento global creo que la creatividad puede ser una de las mejores terapias para combatir ansiedad y aburrimiento».
En 2021 obtuvo igualmente repercusión la colocación de una escultura suya en la cúpula de la iglesia de la Santa Cruz de Berlín titulada Landless Stranded (Varados sin tierra), que representaba un niño aferrado a la cruz que corona la iglesia, vestido con un chaleco salvavidas y pidiendo ayuda con una bengala en la mano, como denuncia de la crisis migratoria que se vive en Europa.

## Exposiciones individuales
- Law of the Weakest, Londres, 2016.
- A Forest, Venecia, 2017.
- Waterline, París, 2018.
- Apnea, Berlín, 2021.
- Six feet under, New York, 2023.